# 湾岸ミッドナイト スピードイグニッション
『湾岸ミッドナイト スピードイグニッション』(WANGAN MIDNIGHT SPEED IGNITION)は、バンダイナムコアミューズメントより稼働予定のアーケード向けレースゲーム。略称は『湾岸イグニ』。楠みちはる原作の漫画『湾岸ミッドナイト』を題材としたアーケードレースゲームの16作目にあたる。

## 概要
これまでの『湾岸ミッドナイト MAXIMUM TUNEシリーズ』からソフトウェアやハードウェア、ゲームシステムを大幅に刷新した完全新作。2024年11月23日にYoutubeでライブ配信された「湾岸マキシ6RR PLUS 日本最速王座決定戦2024」にて完全新作プロジェクトの始動が発表。2025年2月6日に正式タイトルが発表され、3月より順次ロケテストが開催された。
キービジュアルは、日産・GT-R 2024年モデルとホンダ・NSX Type Sが疾走する様子が描かれている。

## 筐体
基本的な部分はMAXIMUM TUNEシリーズの4～6RR PLUSの筐体と変わらないものの、今作では画面の大型化やハンドルのデザイン変更等が施されている。